# Station Zagrodno
Station Zagrodno is een spoorwegstation in de Poolse plaats Zagrodno.